# Cosmisoma angustipenne
Cosmisoma angustipenne là một loài bọ cánh cứng trong họ Cerambycidae.